# Rotel
La Rotel  è una società giapponese specializzata in prodotti di intrattenimento audio con sede in Giappone. La società fu fondata nel 1966 e venne successivamente acquisita dalla Bowers & Wilkins, un'azienda inglese specializzata in casse acustiche, lasciando nella direzione il figlio del fondatore.

## Prodotti
Rotel ha una solida esperienza in lettori laser di CD, amplificatori audio, giradischi, e, in generale, componenti per alta fedeltà audio; in passato ha anche prodotto per conto di vari marchi famosi come Harman-Kardon, H.H. Scott and Marantz.

## Storia
- 1966 - Viene fondata la Rotel da parte di Tomiko Tachikawa
- 1985 - Viene lanciata la serie 800B di amplificatori economici ma di alta qualità
- fine anni novanta - L'azienda viene acquisita dalla Bowers & Wilkins